# Ciara Michel

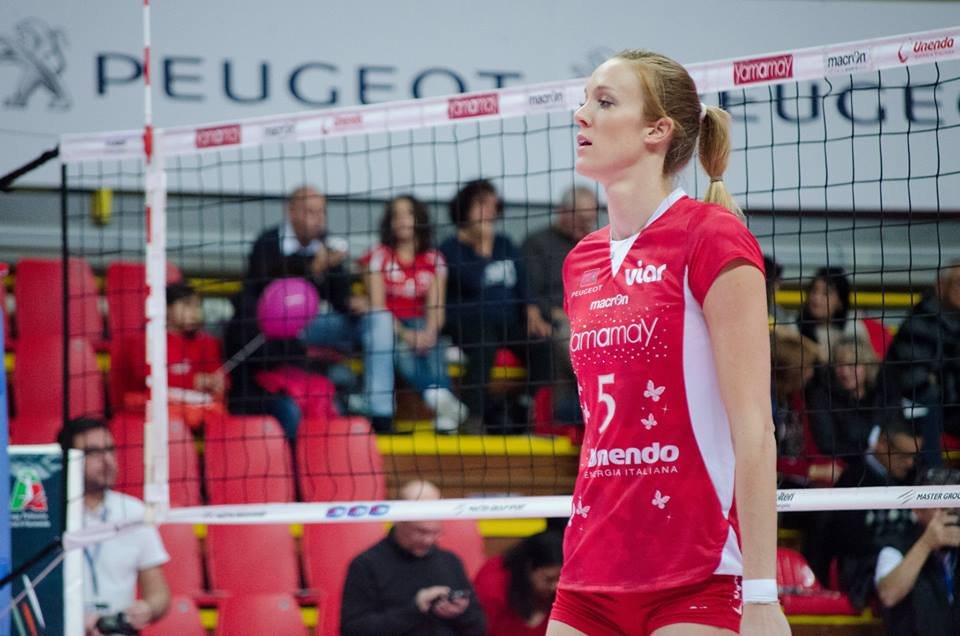
Ciara Michel zawodniczką Unedo Yamamay Busto Arsizio w sezonie 2014/2015

Ciara Michel (ur. 2 lipca 1985 w Taunton) – brytyjska siatkarka, grająca na pozycji środkowej.

## Przebieg kariery
| Lata      | Klub                        |
| --------- | --------------------------- |
| 2003–2007 | University of Miami         |
| 2007–2010 | University of Melbourne     |
| 2010–2012 | Alemannia Aachen            |
| 2012–2013 | TV Fischbek Hamburg         |
| 2013–2015 | Unedo Yamamay Busto Arsizio |
| 2015–2016 | Bursa BBSK                  |
| 2016–2017 | AS Saint-Raphaël VB         |
| 2017–2019 | ASPTT Miluza                |
| 2019–2020 | Pays d'Aix Venelles         |

## Sukcesy klubowe
Liga włoska:
- 2014

Liga Mistrzyń:
- 2015

Superpuchar Francji:
- 2016, 2017